# ألن دالس
ألين دالاس ويلز (بالإنجليزية: Allen Dulles)‏ (و. 1893 – 1969 م) هو محام من الولايات المتحدة الأمريكية ولد في واتيرتاون، نيويورك.

## التعليم
تعلم في جامعة برنستون، وجامعة جورج واشنطن.

## روابط خارجية
- ألن دالس على موقع IMDb (الإنجليزية)
- ألن دالس على موقع الموسوعة البريطانية (الإنجليزية)
- ألن دالس على موقع مونزينجر (الألمانية)
- ألن دالس على موقع إن إن دي بي (الإنجليزية)